# Herbstlied (Bruckner)
Herbstlied, WAB 73, ist ein romantisches weltliches Chorwerk, das 1864 von Anton Bruckner komponiert wurde. Das Stück, das für Männerchor und zwei Sopransolisten mit Klavierbegleitung geschrieben ist, schildert einen Herbstspaziergang mit Nachtigallengesang.

## Geschichte
Bruckner komponierte das Stück nach einem Text von Friedrich von Sallet am 19. März 1864.
Bruckner widmete das Stück seinem Freund Josef Hafferl, dem Vorsitzenden der Liedertafel Frohsinn. Das Stück wurde am 24. November 1864 im Redoutensaal von Linz von Frohsinn unter Bruckners Leitung, mit Marie Schimatschek und Anna Bergmann als Solisten, aufgeführt.
Ein Exemplar des Werkes, von dem das Originalmanuskript verloren gegangen ist, wird im Archiv der Liedertafel Frohsinn aufbewahrt. Das Stück, das 1911 von Viktor Keldorfer (Universal Edition) erstmals herausgegeben wurde, erscheint im Band XXIII/2, Nr. 16 der Gesamtausgabe.

## Text
Das Herbstlied verwendet einen Text von Friedrich von Sallet.
Durch die Wälder streif’ ich munter,

Wenn der Wind die Stämme rüttelt

Und mit Rasseln bunt und bunter

Blatt auf Blatt herunterschüttelt.

Denn es träumt bei solchem Klange

Sich gar schön vom Frühlingshauche,

Von der Nachtigall Gesange

Und vom jungen Grün am Strauche.

Lustig schreit’ ich durchs Gefilde,

Wo verdorrte Disteln nicken,

Denk’ an Maienröslein milde

Mit den morgenfrischen Blicken.

Nach dem Himmel schau’ ich gerne,

Wenn ihn Wolken schwarz bedecken,

Denk’ an tausend liebe Sterne,

Die dahinter sich verstecken.

## Musik
Das 69-Takte lange Werk in fis-Moll ist besetzt mit Männerchor, zwei Sopransolisten und Klavier. Strophe 1 wird vom Männerchor gesungen. Strophe 2 (ab Takt 17) wird von den beiden Sopransolisten gesungen, die das Lied der Nachtigallen, mit Begleitung des Männerchores einstimmen. Strophe 3 wird wieder vom Männerchor gesungen. Die Strophe 4, die erneut von den beiden Sopransolisten mit Begleitung des Männerchores gesungen wird, beendet das pianissimo.
In der Göllerich/Auer Biografie wird das Lied beschrieben als „ein treffliches Stimmungsbild herbstlicher Naturromantik“.

## Diskografie
Die Ersteinspielung des Herbstlied stammt von Theodor Rehmann mit dem Aachener Domchor 1938 – 78/min: Electrola EG 6530 – Transkription für Chor
Weitere Aufnahmen:
- Thomas Kerbl, Quartett der Männerchorvereinigung Bruckner 08, Regina Riel und Katharina Lyashenko (Sopran-Solisten), Mariko Onishi (Klavier), Anton Bruckner – Männerchöre – CD: LIVA027, 2008 – Männerchor durch ein Männervokalquartett ersetzt
- Markus Stumpner, Erinnerung – Bruckner in St. Florian, St. Florianer Sängerknaben – CD : Solo Musica SM 450, 2024